# Manul
Manul (Otocolobus manul) je dlouhosrstá kočkovitá šelma z podčeledi malých koček. Obývá kamenité, křovinaté stepi a horské louky střední Asie. V minulosti byla zařazována do rodu Felis, v současnosti je jediným zástupcem rodu Otocolobus. V češtině je někdy označována jako kočka stepní, toto jméno se ale častěji používá pro poddruh kočky plavé obývající centrální Asii, jméno manul je tedy jednoznačnější. Tento název vychází z mongolského manuul, což znamená „divoká kočka“. Třetí, v češtině zřídka používaný název je Pallasova kočka, po jejím objeviteli Peteru Simonu Pallasovi.
Manul má nízké zavalité tělo a velmi hustou a dlouhou srst, která mu umožňuje snášet velké teplotní výkyvy. Ke svému životu využívá různé úkryty a doupata. Živí se především hlodavci (zvláště pišťuchami). Mezinárodní svaz ochrany přírody ho vede jako druh málo dotčený (2020). Hrozbou pro něj je ničení životního prostředí a lov.

## Popis
Manul je veliký asi jako domácí kočka, ale už na první pohled zaujme hustou, dlouhou srstí, díky které dobře snáší velké teplotní výkyvy. Dlouho byl považován za předka dlouhosrstých plemen domácích koček, zvláště perské kočky. S touto později vyvrácenou hypotézou přišel už v 18. století německý zoolog Peter Simon Pallas. Usuzoval tak nejen na základě délky srsti, ale i podle zploštělé hlavy a podsadité tělesné konstituce.
Manul je silná a zavalitá kočka. Má relativně krátké nohy a krátké uši, umístěné více po stranách hlavy, než je běžné u jiných koček, a zčásti skryté v srsti. Na rozdíl od jiných malých koček má kulaté zornice, což může ukazovat na denní aktivitu a život v otevřených biotopech. Samci váží od 3,3 do 5,3 kg, samice od 2,5 do 5 kg. Délka těla se pohybuje nejčastěji mezi 49 cm (samice) a 55 cm (samci), ocas měří přibližně 25 cm. Pohlavní dimorfismus je malý, samci jsou v průměru těžší o 100 až 300 g.
Srst je velmi dlouhá a hustá, nejhustší ze všech kočkovitých šelem obývajících mírný podnebný pás. Díky ní vypadá manul větší, než ve skutečnosti je. Na břiše může být srst až dvakrát delší než na hřbetě. Je stříbrošedá nebo stříbrooranžová, s mourovatou kresbou vytvářející nevýrazné svislé pruhy. Zbarvení na jaře a v létě je celkově tmavší. Bílé špičky pesíků způsobují, že manul vypadá jako pokrytý jinovatkou.

## Taxonomie
Manul byl dříve řazen do rodu Felis, ale nyní má svůj vlastní monotypický rod Otocolobus. Fylogenetické postavení manula není ani na základě genetického zkoumání úplně jasné. Podle jaderného genomu patří do linie rodu Prionailurus, podle mitochondriálního do linie Felis. K oběma liniím by tvořil bazální rod, tedy ten, který se oddělil nejdříve. Dle první varianty by divergoval od společného předka s rodem Prionailurus někdy v pozdním miocénu asi před 5,9 miliony lety.
Morfologie a zbarvení vedly k rozlišení tří poddruhů manula:
- O. m. manul, který žije v Rusku v okolí Bajkalu, v Mongolsku, v Číně, v Kazachstánu a Kyrgyzstánu, je „typicky zbarvený“ manul,
- O. m. ferrugineus obývající okolí Kaspického moře, Írán, Afghánistán a Pákistán je načervenalý.
- O. m. nigripectus žijící v Kašmíru, Tibetu, Nepálu a Bhútánu je naopak velmi světlý poddruh.

Taxonomická revize kočkovitých z roku 2017 uznává jen dva poddruhy, a to O. m. manul a O. m. nigripectus, ovšem s tím, že jde o dělení provizorní a druh se může ukázat monotypickým.

## Rozšíření
Manulové obývají území v členitém pásu od Kaspického moře po střední Čínu a východní Mongolsko. Nevyskytují se ale na celé této ploše, jen velmi vzácně byli pozorováni v nížinách a v některých oblastech byli vyhubeni. Celková velikost území, na němž žijí, je asi 2 269 000 km2 a zahrnuje celkem 16 států (Afghánistán, Arménie – pravděpodobně vyhynulý, Ázerbájdžán – pravděpodobně vyhynulý, Bhútán, Čína, Indie, Írán, Kazachstán, Kyrgyzstán, Mongolsko, Nepál, Pákistán, Rusko,  Tádžikistán – výskyt nejistý, Turkmenistán, Uzbekistán – výskyt nejistý). Početnost populace je odhadována na 58 000 dospělých jedinců.

## Stanoviště
Manul žije na kamenitých, křovinatých, suchých stepích a na horských loukách do nadmořské výšky nejméně 5539 m, nížinám a výrazně otevřeným prostorám (bez množství úkrytů) se vyhýbá, stejně jako místům, která dlouhodobě zapadají sněhem hlubším než 10 až 20 cm. Nežije až v takových výškách jako irbis. Domov manula se vyznačuje suchým klimatem a vysokými ročními teplotními výkyvy, jež mohou přesahovat až 100 °C (–53 °C až +48 °C).

## Biologie
Manulové jsou samotáři lovící obvykle za úsvitu a za soumraku, nicméně zvláště během nejtužšího období zimy dokáží svůj režim přeorientovat na spíše denní. I vzhledem k dennímu režimu jejich nejčastější kořisti se předpokládá, že jde spíše o denní než noční živočichy. Pro svůj život využívají doupata pod kameny, v malých jeskyních a v opuštěných norách jiných zvířat (především svišťů, ale také jezevců a lišek). Na kvalitních úkrytech a doupatech je jejich život doslova závislý – slouží jako ochrana před predátory, místo konzumace potravy, páření, rození a vychovávání mláďat a udržování přijatelné teploty během velmi studených zim. Jejich teritoria jsou na malou kočku nezvykle velká a pohybují se od 7 po více než 200 km2. Ve svém přirozeném prostředí se dokážou velmi dobře skrývat, k čemuž využívají jakékoliv terénní nerovnosti – kameny, trsy trávy, úžlabiny aj. Během slunečných dní se někdy povalují na slunci a zachytávají teplo. Nemňoukají, ale vydávají zvuky, které znějí jako směs štěkotu malého psa a houkání sovy či jako kejhání husy. Dalším hlasovým projevem je jakési syčení („ts, ts, ts“). Výhrůžným gestem bývá zvedání horního rtu na jedné straně čelisti a ukazování špičáku. Samci rozstřikují moč, obě pohlaví si pak zahrabávají trus.

### Potrava

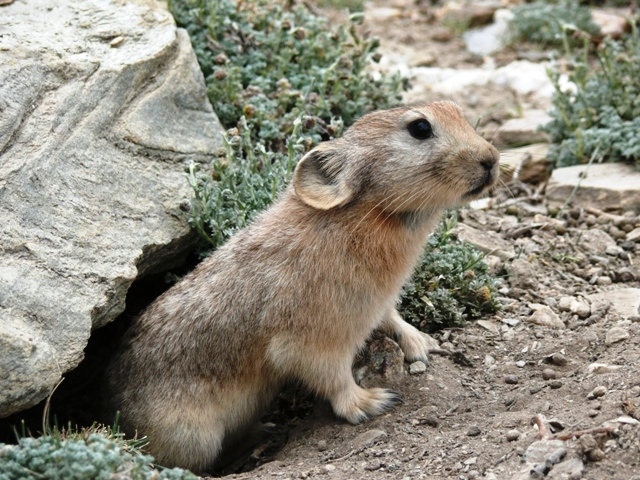
Pišťucha ladacká – jeden z mnoha druhů pišťuch, jimiž se manul živí

Manulové jsou aktivní lovci, jejich hlavní kořistí jsou pišťuchy neboli piky (přes 50 %), různí hlodavci (pískomilové, hraboši, křečci a zemní veverky), zajíci, mláďata svišťů a výjimečně i jehňata divokých ovcí. Loví také hmyzožravce (ježky), ptáky, plazy a bezobratlé. Jídelníček si doplňují bobulemi a mršinami. Nedokáží vyvinout příliš vysokou rychlost běhu a spoléhají se na taktiku náhlého přepadu, kdy se nepozorovaně přiblíží ke kořisti, resp. počkají až se kořist přiblíží k nim. Využívají k tomu svou dokonale vyvinutou schopnost splynout s terénem. Někdy vyčkávají přímo u nor zajícovců a hlodavců a čekají až vylezou. Dokáží při tom využít i metodu rybaření, kdy packou hrabou v dírách a drápy zachytávají mírně pod povrchem se pohybující oběti. Na jaře a v létě používají i metodu plašení, kdy se rychle pohybují travou a skáčou na jimi vyplašenou kořist – hlodavce, ptáky a hmyz.

### Rozmnožování, dožití
Manulové žijící severněji se páří později než jižnější populace. V Mongolsku období rozmnožování probíhá mezi prosincem a březnem. V době páření samci následují samice tak důsledně, že tím mnohdy zanedbávají lov a výrazně tak ztrácejí na váze. Mezi samci mnohdy probíhají zuřivé souboje o samice. K samotné kopulaci dochází nejspíše v doupatech. Koťata se rodí po 9–10 týdnech, nejčastěji v dubnu a květnu. Bývá jich 2 až 6 (obvykle 3 až 4), ale byly popsány i případy, kdy se v jednom vrhu narodilo až 8 koťat. Ve dvou měsících věku jsou už odstavená, ve 4 až 5 měsících nezávislá a v 9 až 10 měsících se mohou začít sama rozmnožovat. Úmrtnost mláďat, předtím než dosáhnou nezávislosti, je značná a dosahuje asi 68 %. Mladí jedinci po opuštění matky migrují mnohdy na značné vzdálenosti (desítky a někdy i stovky kilometrů). Délka života ve volné přírodě málokdy přesáhne 6 let, v zajetí to ale může být až 12 let.

### Predace
Manulové mohou být uloveni velkými dravými ptáky (38 % úmrtnosti v Mongolsku), potulnými, případně ovčáckými psy, vlky a v menší míře i jezevci a liškami. Jejich antipredační strategií je přitisknout se k zemi a splynout s terénem, případně zmizet v doupěti. V případě, že obě tyto možnosti selžou, dokáží se zuřivě bránit.

## Ohrožení

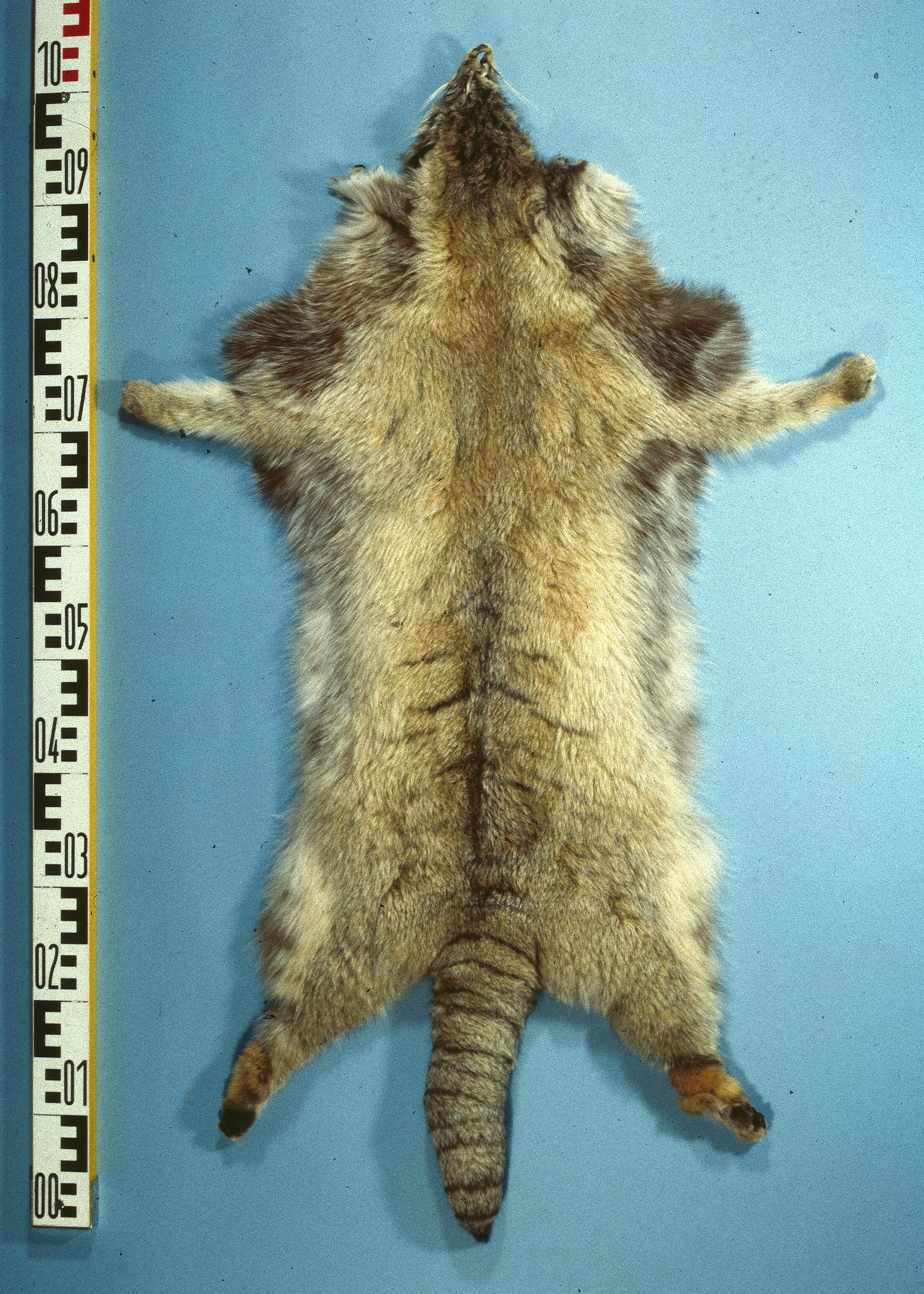
Manulí kožešina

IUCN hodnotí manula jako druh málo dotčený. Nejdůležitější hrozbou je ničení a degradace životního prostoru vinou růstu lidské populace, šíření pastevectví, rozvoje infrastruktury a těžby. V minulosti byli manulové ve velkém loveni pro svou kožešinu. Například v Mongolsku bylo začátkem 20. století ročně zpracováno až 50 000 kůží a v Afghánistánu v 70. letech 20. století to bylo 7 000. To je nyní ve většině států, kde se šelma vyskytuje, zakázáno. V současné době (desátá léta 21. století) je velkým problémem trávení pišťuch, které jsou hlavně v Číně považovány za škodlivý druh konkurující pasoucímu se dobytku. Piky jsou pro manula (podobně jako pro kočku šedou), hlavním zdrojem potravy a zvíře se často otráví jejich pozřením. Také samotný úbytek pik má neblahé důsledky na místní populaci manulů. Na úmrtnosti se výrazně podílí i přímý lov manulů lidmi a jejich psy.

### Nemoci, paraziti
Manulové, zvláště koťata, jsou velmi citliví na toxoplazmózu. V přírodě se s tímto parazitem nedostávají do kontaktu, nemají proto potřebné protilátky. Toxoplasmóza ale způsobuje úhyny koťat, která se narodila v zajetí, a až donedávna bránila nárůstu populace manulů v zoologických zahradách. Rovněž ze zajetí je známá nebezpečná nákaza virem kočičí panleukopénie (FPV), která může zavinit až 43% úmrtnost (Moskevská zoo). Dalšími potenciálními chorobami jsou různé druhy virových onemocnění (FIV – felinní imunodeficientní virus, FeLV – virová leukémie koček, chřipkový virus A). Patogenní je rovněž bakteriální Mycoplasma. Je známo celkem 9 parazitických červů, které žijí uvnitř manulů – jde o 2 druhy tasemnic a 7 druhů hlístic, nicméně na základě poměrně nízkého procenta nálezů v trusu se má za to, že zamoření této kočky parazity dosahuje výrazně menší úrovně, než je tomu u tygrů či levhartů.

## Manul v českých zoo
V ČR chovají manuly Zoo Brno, Zoo Jihlava, Zoo Ostrava, Zoo Praha a Zoopark Chomutov.  Na Slovensku je chová  Zoo Košice.

## Galerie obrázků

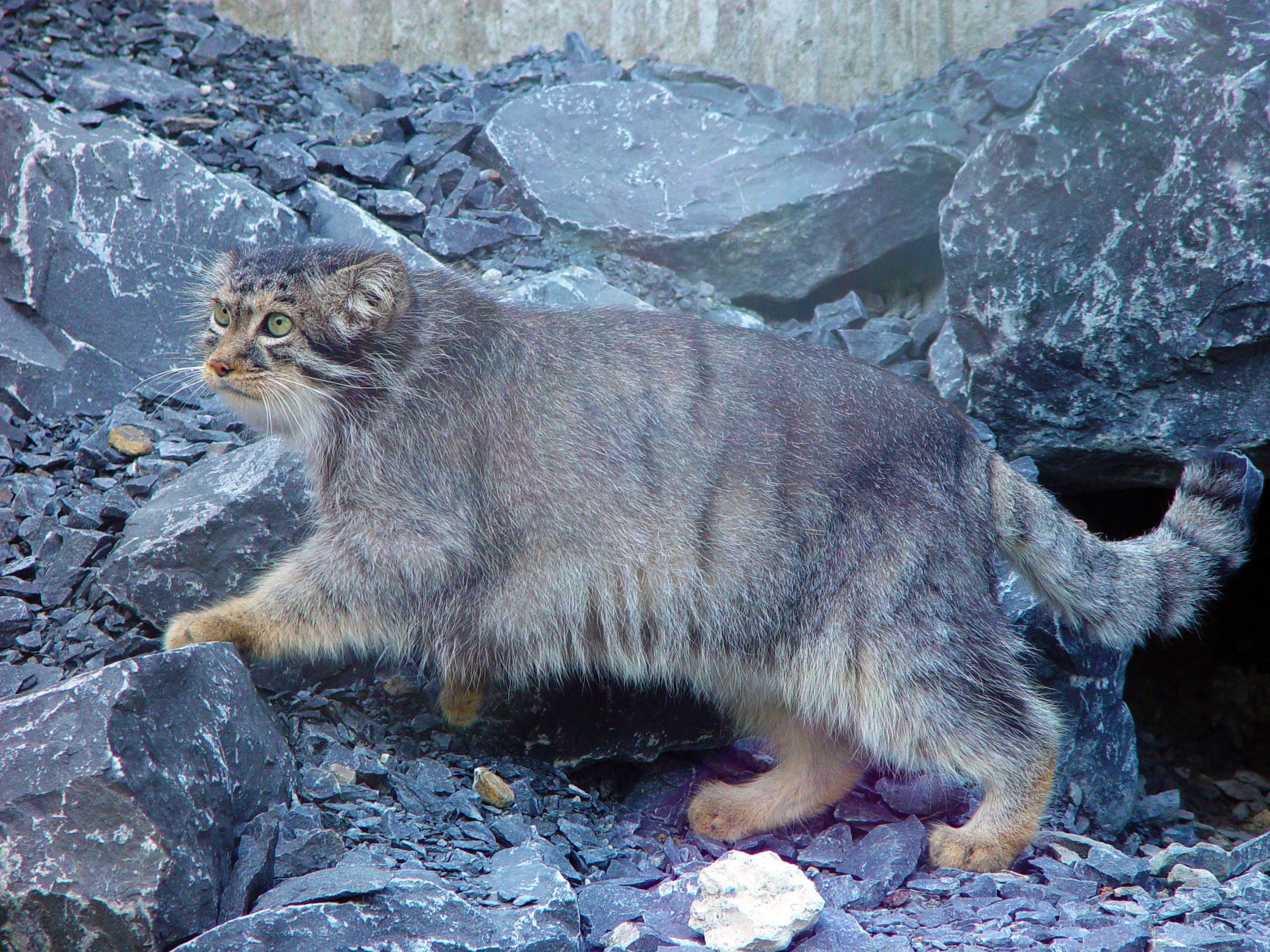
Manul s charakteristickou dlouhou srstí na břiše
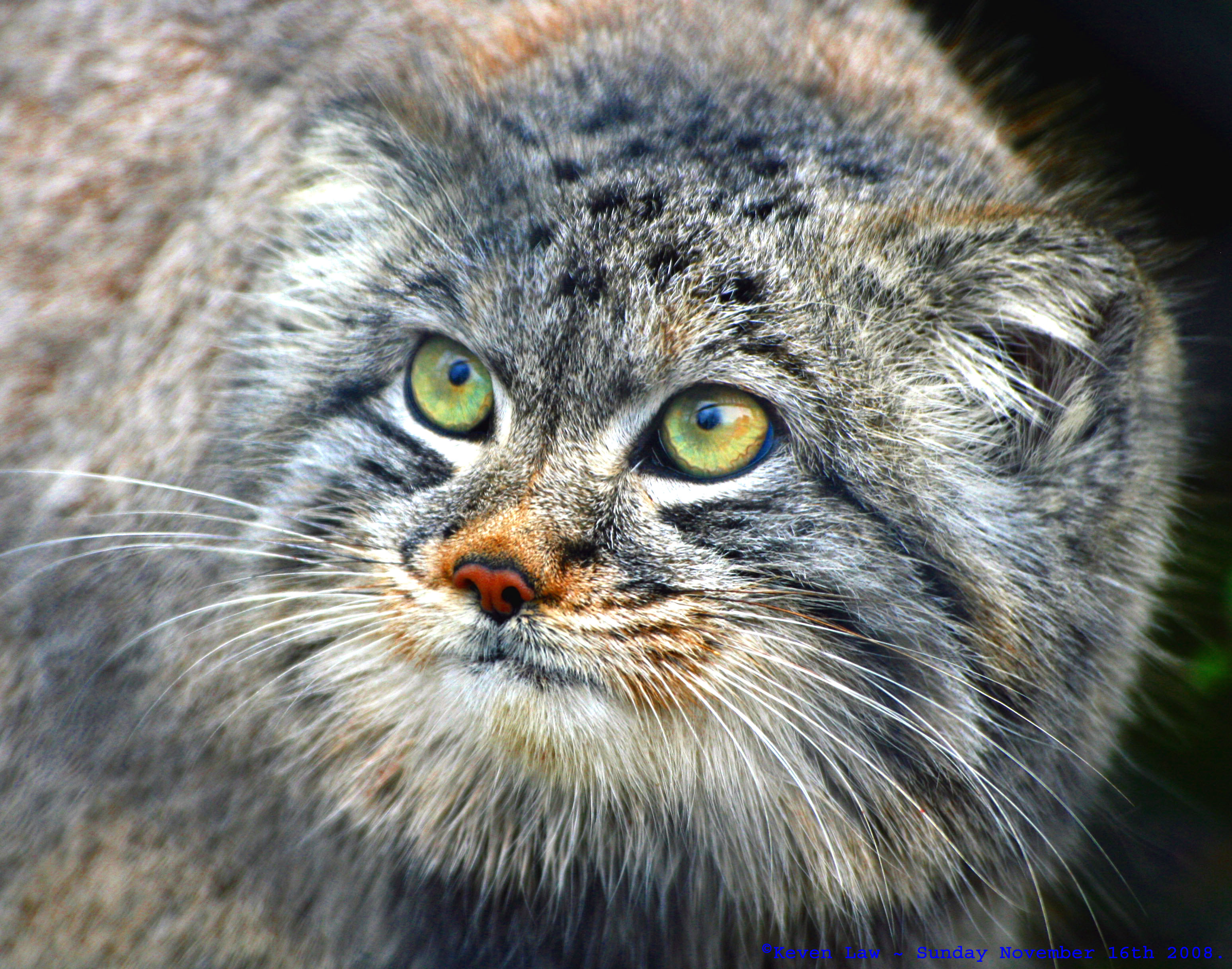
Manul – detail hlavy
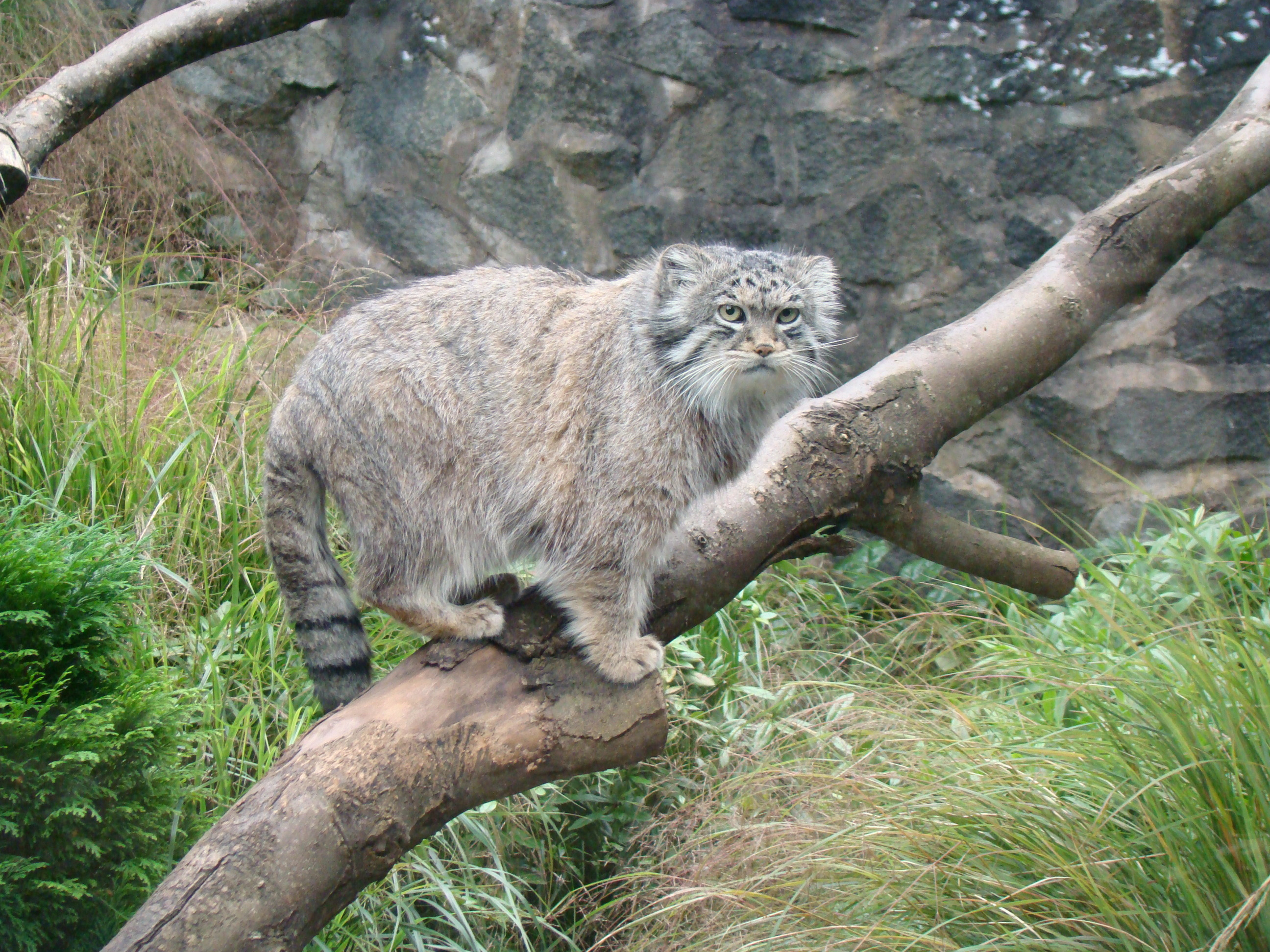
Manul v zoologické zahradě v Edinburghu
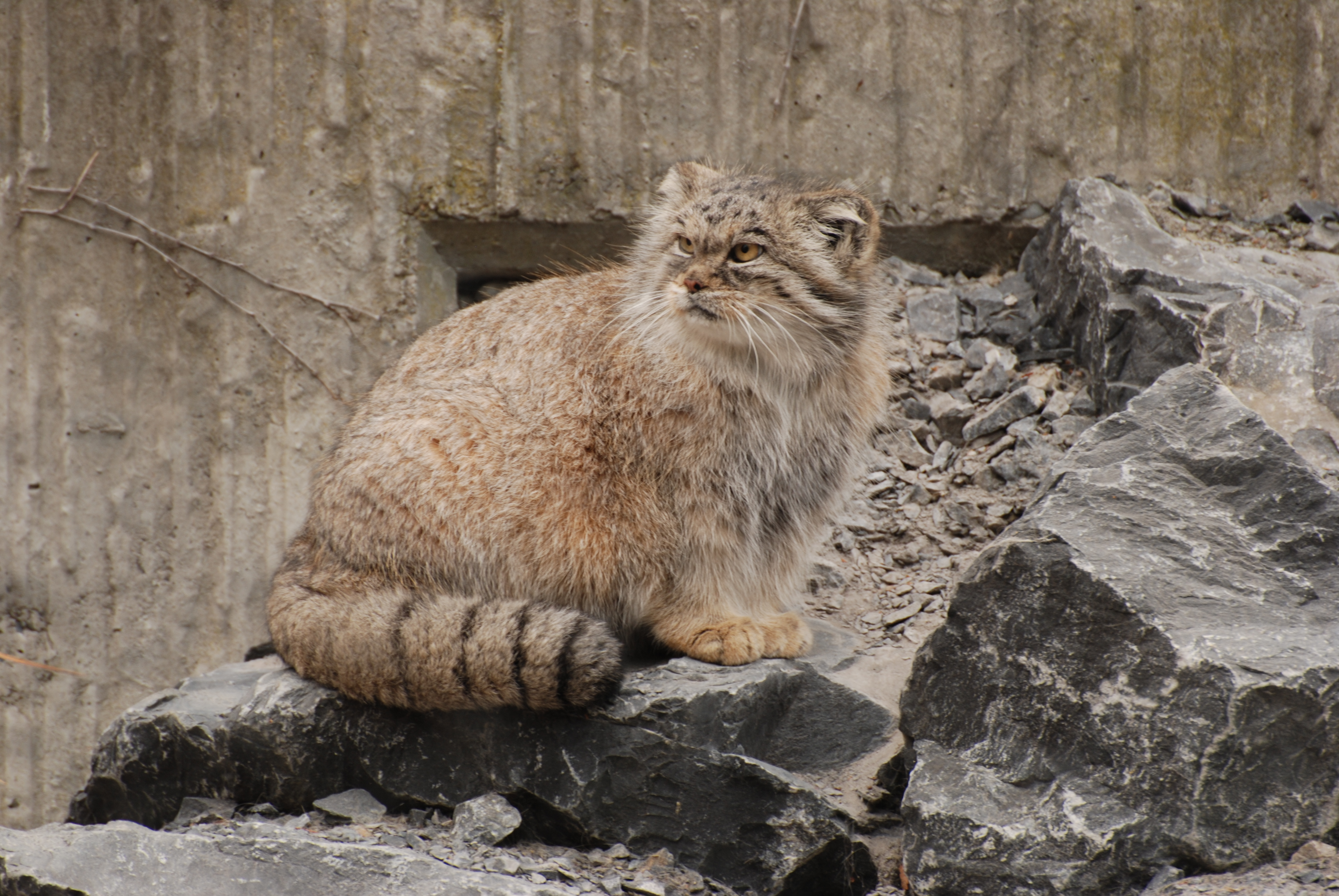
Manul ze zoologické zahrady v Curychu
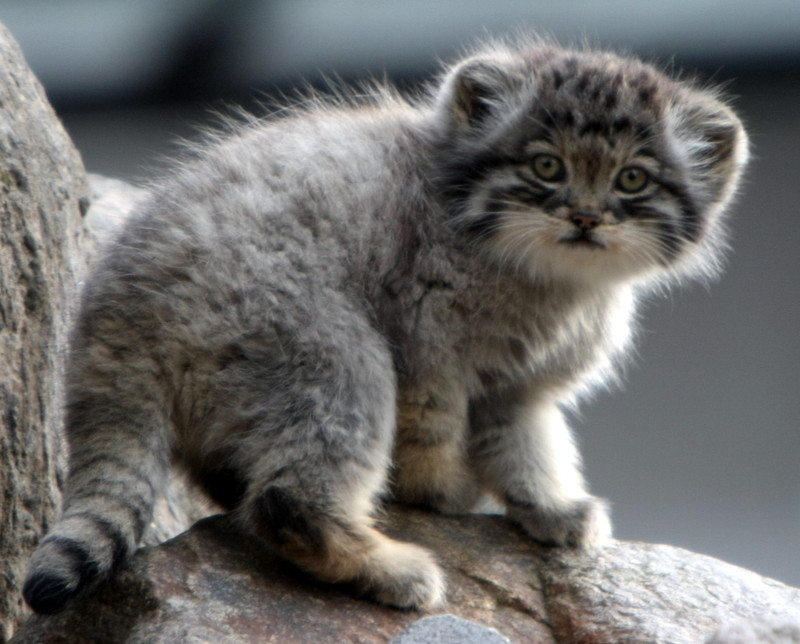
Manulí kotě
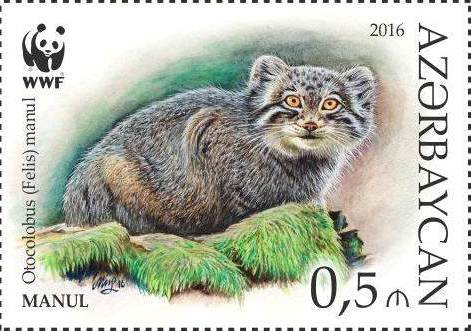
Manul na známce Ázerbájdžánu